# Henryka Ślęczka
Henryka Ślęczka, po mężu Kozłowska (ur. 15 czerwca 1947 w Prudniku, zm. 19 lutego 2022) – polska koszykarka, multimedalistka mistrzostw Polski, po zakończeniu kariery zawodniczej trenerka koszykarska.
Uczęszczała do Liceum Ogólnokształcącego im. Jana Matejki w Wieliczce (1961–1965). Po zdaniu matury studiowała na Akademii Rolniczej (1965–1970).
Córka Patrycja została także koszykarką, na początku kariery występowała w Wieliczce, a następnie, jak matka przeszła do Wisły Kraków.

## Osiągnięcia
Zawodnicze
- Mistrzyni Polski (1969–1971)
- Wicemistrzyni:
  - Pucharu Europy Mistrzyń Krajowych (1970)
  - Polski (1972)
- Uczestniczka rozgrywek Pucharu Europy Mistrzyń Krajowych (1968/1969 – TOP 6, 1969/1970, 1970/1971 – 4. miejsce, 1971/1972 – TOP 8)

Inne
- Złota odznaka PZKosz
- Puchar KOZKosz (1997 – za osiągnięcia szkoleniowe)

Trenerskie
- Wicemistrzostwo Polski młodziczek (2009)
- Mistrzostwo Małopolski kadetek młodszych (2009)